# Chelonechinus
Chelonechinus is een geslacht van uitgestorven zee-egels uit de familie Calymnidae.

## Soorten
- Chelonechinus javanensis Bather, 1934 †
- Chelonechinus suvae Bather, 1934 †